# Cargolux
Cargolux Airlines – luksemburskie linie lotnicze specjalizujące się w transporcie cargo z siedzibą i bazą główną znajdującymi się w największym luksemburskim porcie lotniczym Luksemburg oraz jednocześnie jedne z największych linii lotniczych tego typu w Europie, mające sieć połączeń na całym świecie. Oprócz lotów planowych, wykonują również loty czarterowe.

## Historia
Cargolux zostały założone 4 marca 1970 przez luksemburskie linie Luxair, spółkę Salen Shipping Group, islandzkie Loftleiðir Icelandic i kilku prywatnych inwestorów. Zaledwie dwa miesiące później z lotniska w Luksemburgu wystartował Canadair CL-44 freighter w trasę do Hongkongu.
Początek lat 70. to czas, kiedy lotniczy transport ładunków zaczął mieć znaczenie na arenie międzynarodowej. Linie cargo mogły oferować to czemu nie mogły sprostać linie pasażerskie – elastyczność, dostosowanie do specjalnych wymagań czy indywidualne przewozy. Z tym nurtem, doskonałą lokalizacją w samym sercu Europy i wysiłkiem zarządzających Cargolux zaczął odnosić sukcesy już w pierwszych latach swoje działalności. Główną działalnością były loty doraźne, dodatkowo linie obsługiwały loty czarterowe do Azji, które przyczyniły się do nieprzerwanego rozwoju spółki. W pierwszej połowie 1972 Cargolux wprowadziły regularne loty na trasie Luksemburg-Hongkong.

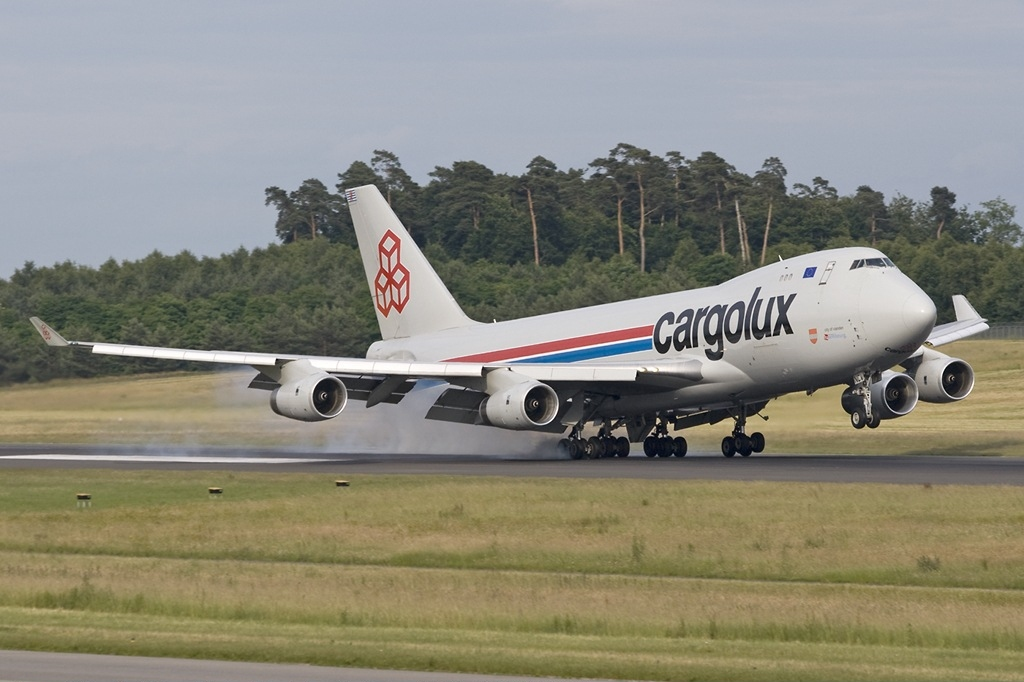
Boeing 747-400F na lotnisku w Luksemburgu

Pierwszym samolotem Carolux był Canadair CL-44D o numerze rejestracyjnym TL-LLJ. Drugi samolot tego typu (TF-LLG) rozbił się 2 grudnia 1970 w Dhace. Maszyna została zastąpiona kolejnym CL-44D w styczniu 1971. Trzy kolejne dołączyły w ciągu następnych dwóch lat. Z końcem 1972 flotę Cargoluxu stanowiło 5 samolotów Canadair CL-44D, z czego trzy były w wersji wydłużonej. Opcja ta gwarantowała większe o 18% możliwości załadunkowe, co stanowiło ogromną przewagę nad innymi liniami, dodatkowo Cargolux były jedynym ich operatorem.
W 1973 Cargolux wszedł w grono użytkowników samolotów odrzutowych. By sprostać konkurencji, kiedy to głównym czynnikiem determinującym kontrakty stała się prędkość dostawy – linie zakupiły pierwszego Douglasa DC-8-61 cargo. Wiosną 1974 maszyna została zastąpiona podobnym modelem – Douglas DC-8-55, a następnie Cargolux zaczął rozwijać swoją flotę, podpisując długoterminowe kontrakty na kupno samolotów Douglas DC-8-63. Jeden z nowych nabytków stał się pierwszym samolotem o luksemburskiej rejestracji – LX-BCV. W 1984 zostały wycofane ze służby.

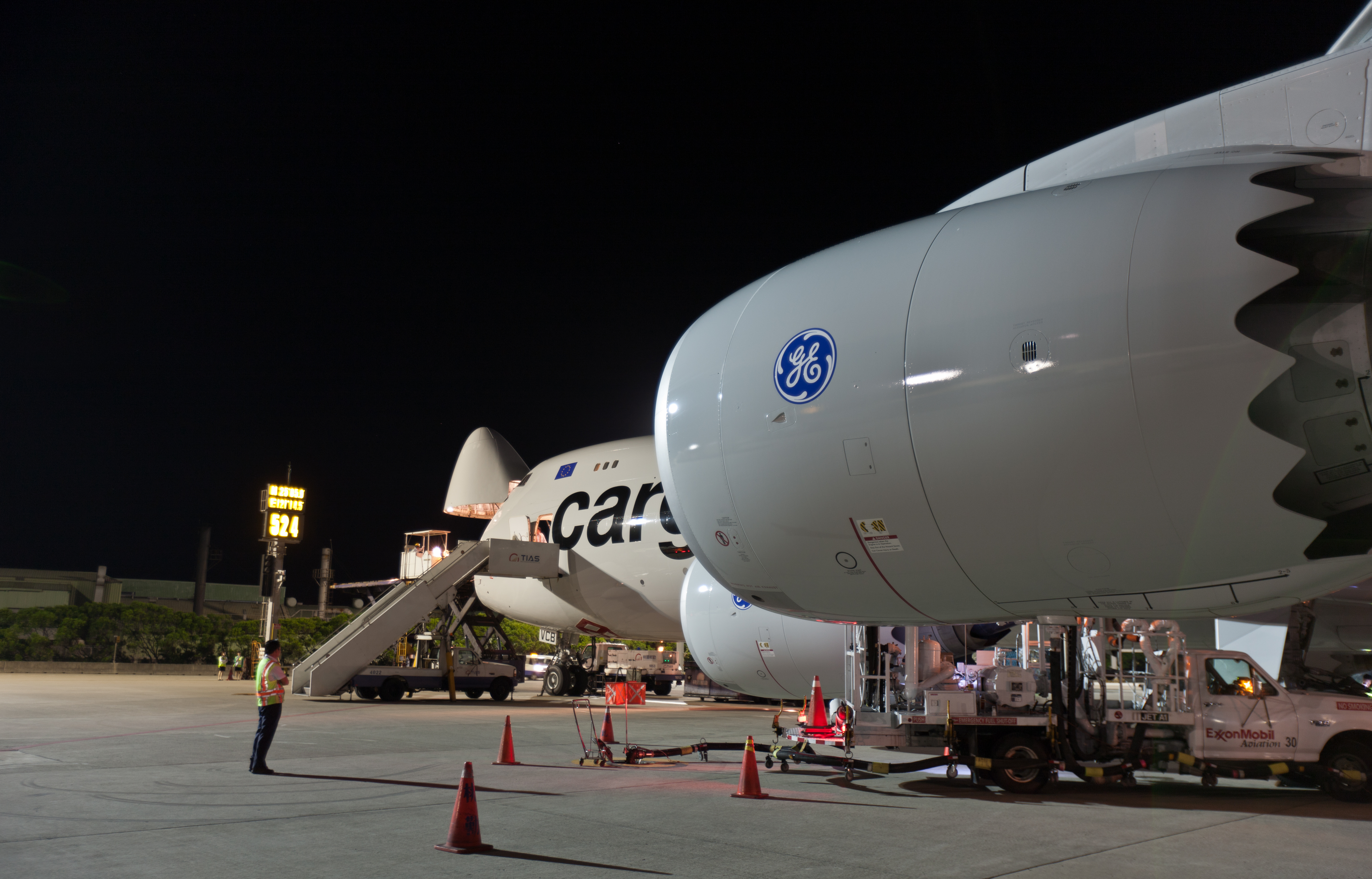
Boeing 747-8 podczas obsługi na lotnisku

Od początku działalności Cargoluxu, baza samolotów, a także zaplecze techniczne znajdowało się w Nowym Jorku, pod kontrolą personelu Loftleiðir Icelandic. Taka odległość zakłócała sprawne działanie służb utrzymania, przez co w 1974 Cargolux podpisały kontrakt na budowę hangaru w Luksemburgu. Oficjalne otwarcie przez Ministra Transportu Luksemburga nastąpiło 28 kwietnia 1975.

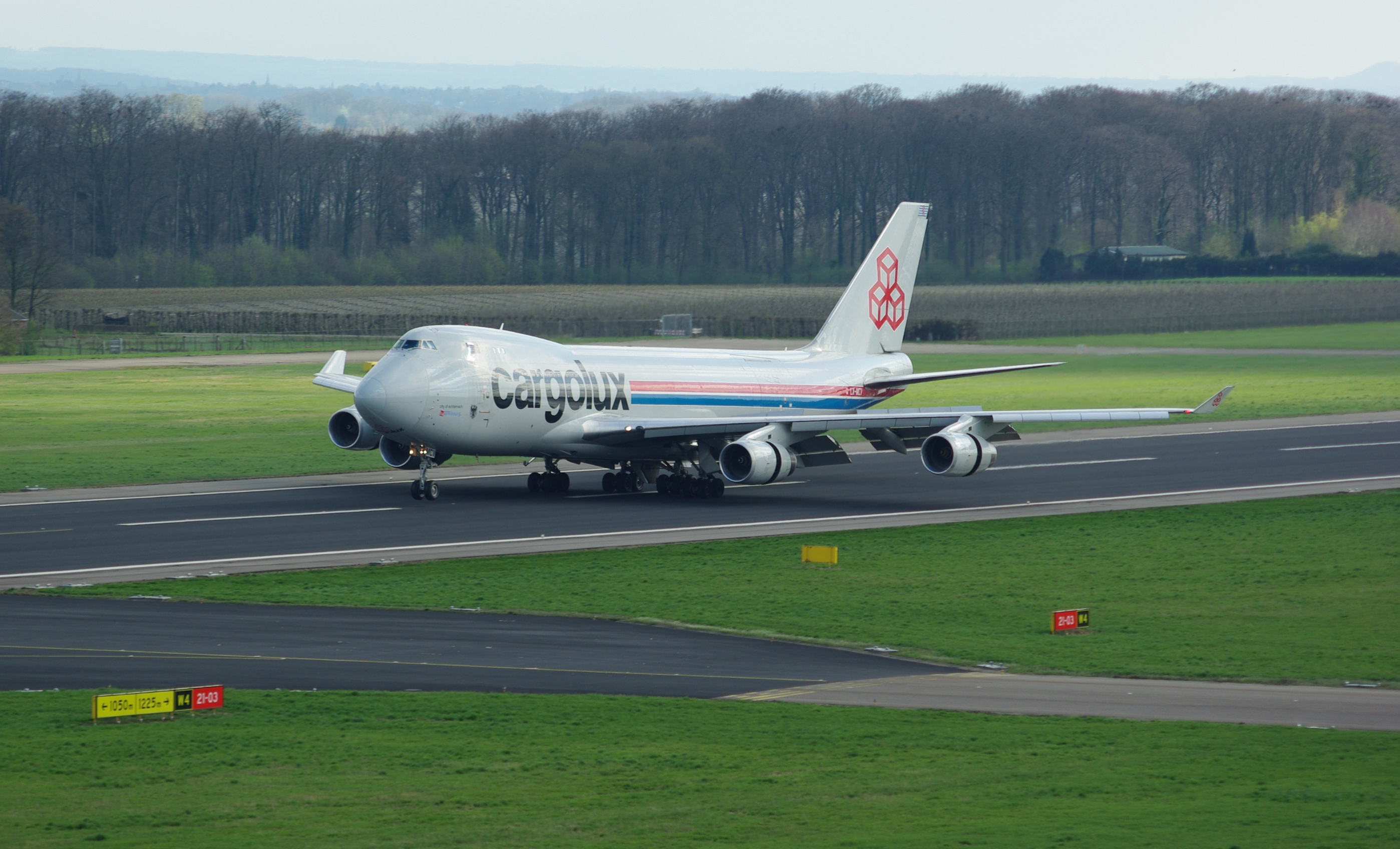
Boeing 747-400F lądujący na holenderskim lotnisku Maastricht Aachen

W 1977 zarząd linii zdecydował o zakupie samolotów typu Boeing 747-200F. Pierwszy został dostarczony 30 stycznia 1979, otrzymał numer LX-DCV i rozpoczął służbę 5 lutego 1979. W tamtym czasie Cargolux były jedynymi liniami lotniczymi cargo, które latały B747-200F.
Lata 80. przyniosły krótkotrwały kryzys linii Cargolux. Rosnące ceny paliw na światowych rynkach, spowodowały drastyczny wzrost kosztów, a zapotrzebowanie na transport lotniczy nie rosło już w tak zawrotnym tempie jak w poprzednim dziesięcioleciu. Dodatkowo stopy procentowe zaczęły szybko rosnąć i Cargolux zostały zmuszone do restrukturyzacji i reorganozacji.
W 1990 Cargolux podpisały umowę z Boeingiem na trzy samoloty typu Boeing 747-400F, stając się pierwszym użytkownikiem tego modelu w 1993. W pierwszym locie z Seattle do Luksemburga, na pokładzie znajdowało się 116 ton ładunku.
W 2005 linie ogłosiły decyzję o zakupie 10 maszyn Boeing 747-8F, a dwa lata później o dodatkowych trzech.
W roku 2008 Cargolux odebrały ostatni, szesnasty samolot Boeing 747-400F.
8 czerwca 2011 roku Qatar Airways wykupiły 35% udziałów linii Cargolux. Umowę podpisał CEO katarskich linii Akbar Al Baker i dyrektor Cargoluxu Frank Reimen w obecności premiera Kataru  Hamada ibn Dżasima Al Saniego i luksemburskiego ministra finansów Luca Friedena.

## Flota

Porty docelowe Cargoluxu

Stan na wrzesień 2022.
| Samolot         | Posiadanych | Zamówionych | Uwagi |
| --------------- | ----------- | ----------- | ----- |
| Boeing 747-400F | 15          | –           |       |
| Boeing 747-8F   | 14          | –           |       |

Modele użytkowane w przeszłości:
- Canadair CL-44
- Douglas DC-8-61 Freighter
- Douglas DC-8-55 Freighter
- Douglas DC-8-63 Freighter
- Boeing 747-200F

## Wypadki
- 2 grudnia 1970 – Canadair CL-44J (TF-LLG) rozbił się podczas podchodzenia do lądowania w Dhace (Bangladesz). Wyciek z układu hydraulicznego spowodował zablokowanie mechanizmu sterowania. Zginęli wszyscy 4 członkowie załogi i cztery osoby na ziemi[4].
- 1 listopada 1992 – podczas lądowania Boeinga 747-200F (LX-DCV) na lotnisku w Luksemburgu oderwał się silnik nr 4. Na pokładzie znajdowało się 4 członków załogi, nikomu nic się nie stało[5].